# 松栄学園高等学校
松栄学園高等学校（まつえがくえんこうとうがっこう）は、埼玉県春日部市大沼二丁目にある私立高等学校。設置者は学校法人松山学園。通信制課程による教育を行う。

## 沿革
- 1971年 - 学校法人認可を受ける
- 1972年 - アスナロ幼稚園（越谷市）開園
- 1986年 - 桐蔭情報経理専門学校（春日部市）開校
- 1990年 - 桐蔭コンピュータ専門学校（越谷市）開校
- 1994年 - 日本商科学院専門学校（春日部市）と名称変更及び移転
- 2002年 - 松栄学園高等学校開校
- 2019年 - レイクアスナロ幼稚園（越谷市）開園

## キャンパス
- 春日部本校 - 埼玉県春日部市大沼二丁目40番
- 大宮分校 - 埼玉県さいたま市大宮区下町一丁目35番
- 越谷分校 - 埼玉県越谷市千間台東二丁目6番9号
- （閉鎖）柏学習センター - 千葉県柏市東上町一丁目4番

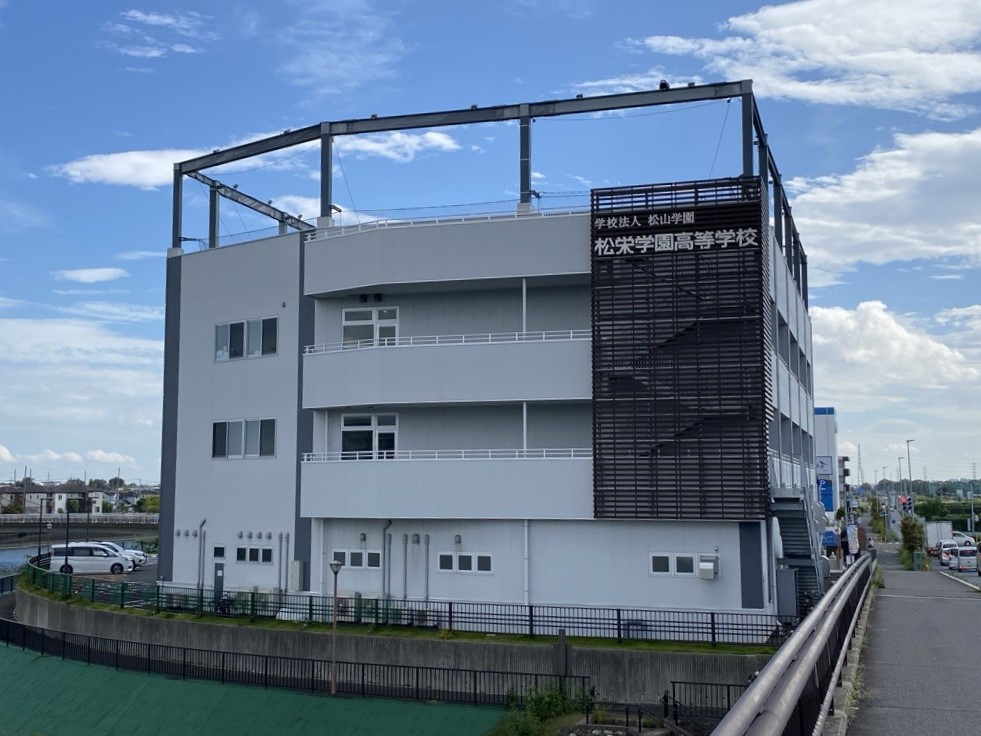
越谷分校